# Rotterdamse metro

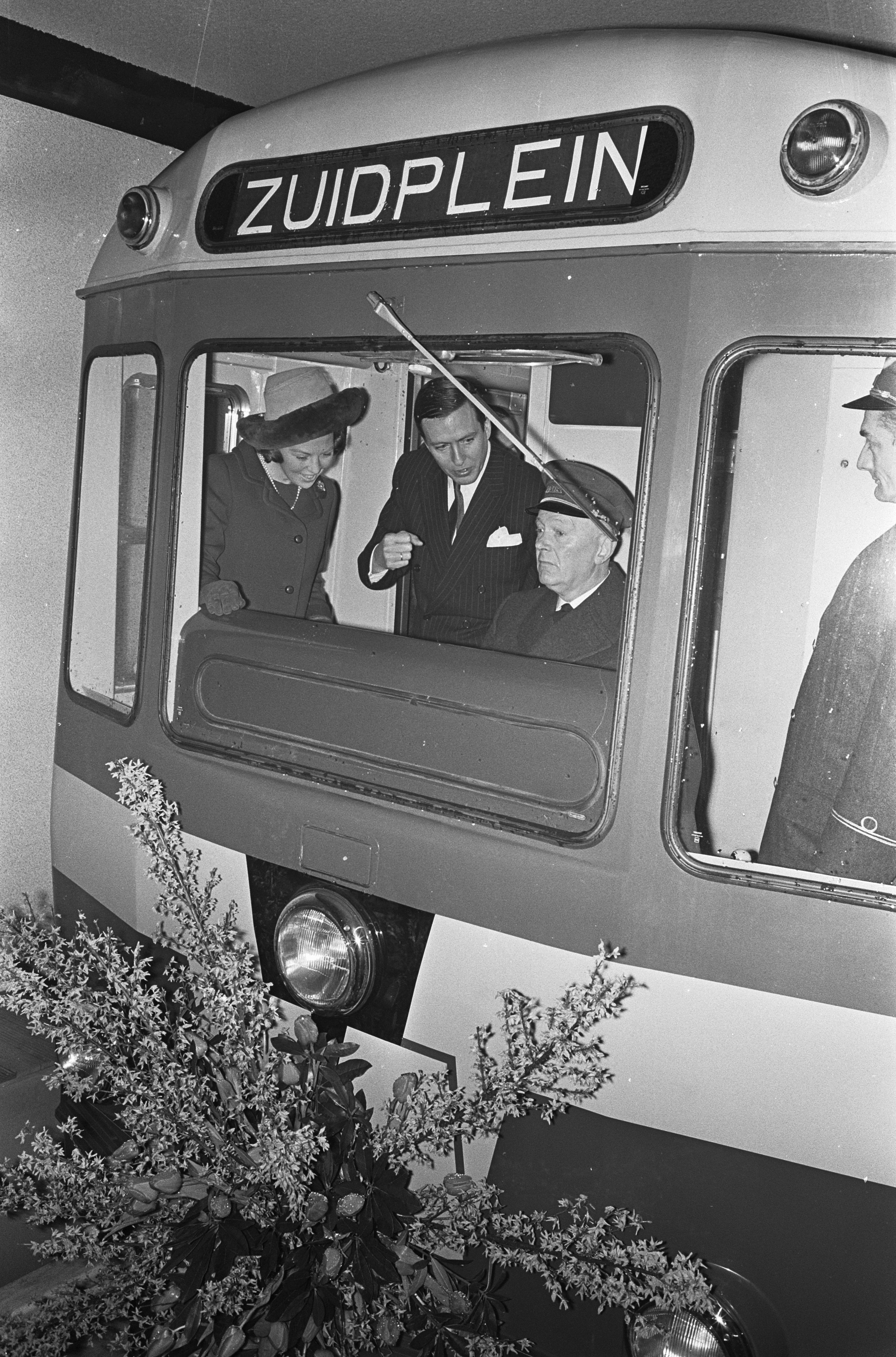
Prinses Beatrix en prins Claus bij de opening van de metro op 9 februari 1968.

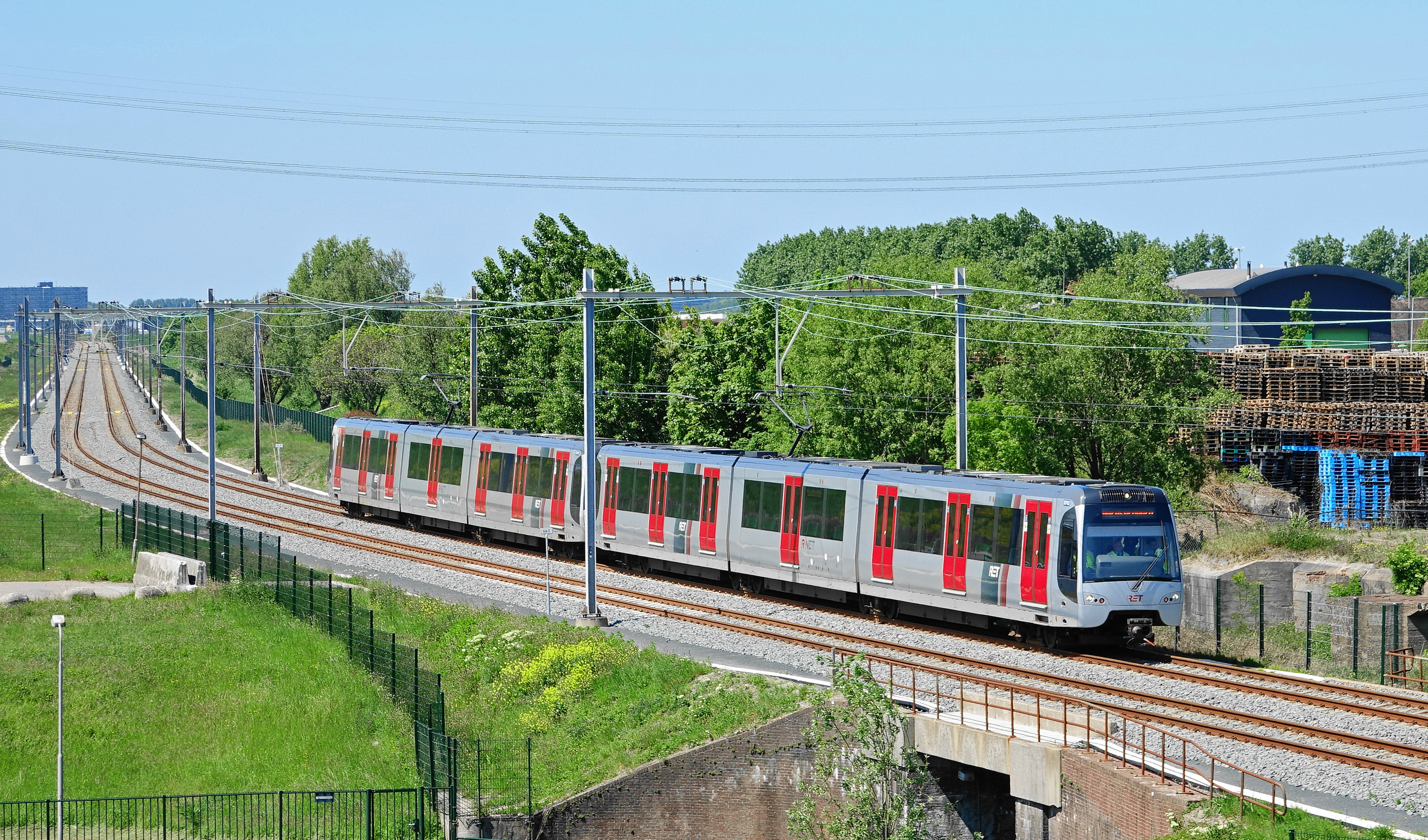
Metro tussen Vlaardingen en Hoek van Holland tijdens het proefbedrijf; 15 mei 2019.

De Rotterdamse metro is een metronetwerk en een openbaar vervoer-systeem in de Metropoolregio Rotterdam Den Haag, gecentreerd rondom Rotterdam. De metro rijdt in de plaatsen Rotterdam, Rhoon, Poortugaal, Pernis, Hoogvliet, Spijkenisse, Capelle aan den IJssel, Schiedam, Vlaardingen, Pijnacker, Berkel en Rodenrijs, Nootdorp, Leidschendam-Voorburg, Den Haag, Maassluis en Hoek van Holland. Het is het oudste en grootste metronetwerk van zowel Nederland als de Benelux. Dagelijks verwerkt het metronetwerk ongeveer 455.000 reizigers. De exploitatie is in handen van de Rotterdamse Electrische Tram (RET).
De eerste lijn werd op 9 februari 1968 geopend door prinses Beatrix en prins Claus. Sindsdien is het metronetwerk uitgegroeid tot 5 lijnen met een totale lengte van 101 kilometer, waarvan 17,7 ondergronds en 8,5 als sneltram is uitgevoerd. Er zijn 71 haltes.

## Geschiedenis

### Noord-Zuidlijn
De eerste metrolijn, Noord-Zuidlijn genoemd, was tevens de eerste van Nederland, en bij de opening een van de kortste metrolijnen ter wereld: slechts 5,9 kilometer tussen het station Rotterdam Centraal en het station Zuidplein op de linker Maasoever. Op 9 februari 1968 openden prinses Beatrix en prins Claus in het bijzijn van toenmalig burgemeester Wim Thomassen en RET-directeur drs. C.G. van Leeuwen de metrolijn op het Centraal Station met een rit naar Zuidplein. Met de bouw van de lijn, die ruim zeven jaar duurde, was een bedrag van 170 miljoen gulden (ruim 77 miljoen euro) gemoeid, plus twintig miljoen gulden (negen miljoen euro) aan bijkomende werken. Om de Rotterdammers kennis te laten maken met dit nieuwe vervoermiddel, mocht iedere inwoner eenmaal een gratis ritje maken met de metro. De Rotterdamse metro had zijn eerste grote presentatie aan het publiek al in 1960 op de Floriade in de vorm van een 38 meter "bewegende" maquette met modeltreinen.
Het belangrijkste kunstwerk was de tunnel onder de Nieuwe Maas. Deze tunnel (de tweede ondertunneling van deze rivier na de Maastunnel voor het auto-, fiets- en voetgangersverkeer) werd gebouwd door middel van geprefabriceerde tunnelstukken die werden afgezonken. Deze tunnelstukken werden in de periode 1962 - 1964 gebouwd in een bouwdok op het Van Brienenoordeiland. De tunnelstukken werden tussen december 1963 en februari 1965 naar de plaats van de tunnel gevaren en daar afgezonken in een geul in de bodem van de Nieuwe Maas. Het deel tussen Rotterdam Centraal en de Maas werd in een sleuf in den natte gebouwd zodat een nieuwe Coolsingel ontstond. Weena, Hofplein en Coolsingel waren hierdoor jarenlang onbegaanbaar. Deze tunnelstukken (caissons) werden in bouwdokken bij de Blaak en het Weena gebouwd en daarna naar de juiste plek gevaren. Ten zuiden van de Nieuwe Maas loopt de eerste lijn door Rotterdam-Zuid geheel bovengronds over een viaduct. De stroomvoorziening met een elektrische spanning van 750 volt gelijkspanning geschiedt via een derde rail-systeem.
In 1970, twee jaar na de opening, werd de lijn over het viaduct verlengd van Zuidplein tot Slinge. In 1974 werd de lijn doorgetrokken van Slinge via de voorsteden Rhoon en Poortugaal naar Zalmplaat in Hoogvliet, waarmee de lengte in één klap bijna verdubbelde. Dit gedeelte loopt grotendeels gelijkvloers over een afgeschermd traject, omdat de stroomvoorziening gebeurt via de derde rail. Elf jaar later, in 1985, werd een verlenging van Zalmplaat tot De Akkers in Spijkenisse in gebruik genomen. Hiertoe werd een tunnel onder de Oude Maas gebouwd.
Sinds 1997 werd voor de noord-zuidlijn de benaming Erasmuslijn gebruikt, naar Desiderius Erasmus. Deze naam werd met de invoering van de dienstregeling 2010 weer afgeschaft. Het traject werd toen opgesplitst in twee lijnen:
- Lijn D, met een lichtblauwe lijnkleur, tussen Rotterdam Centraal en Spijkenisse De Akkers.
- Lijn E, met een donkerblauwe lijnkleur, het traject van de RandstadRail, Den Haag Centraal – Rotterdam Centraal – Slinge.

In 2007 kwam de RandstadRail-Erasmuslijn in gebruik op het traject Hofplein – Den Haag Centraal. De verlegging naar Station Rotterdam Centraal werd op 17 augustus 2010 geopend. Op 11 december 2011 werd de lijn verlengd tot metrostation Slinge.
In 2013 vervoerde de Noord-Zuidlijn van de Rotterdamse metro circa 145.000 passagiers per dag. Het centrale deel van de lijn - tussen Rotterdam Centraal en Slinge - is met ongeveer 100.000 dagelijkse reizigers het drukste. De meestgebruikte stations op de lijn zijn respectievelijk Beurs, Rotterdam Centraal, Zuidplein en Wilhelminaplein (alle meer dan 10.000 instappers/dag). De uitbreiding van Rotterdam Centraal naar Den Haag vervoerde in 2014 ruim 30.000 passagiers per dag.

### Oost-Westlijn
Op 6 mei 1982 werd een tweede metrolijn geopend tussen Capelsebrug en Coolhaven, genaamd oost-westlijn. De speelfilm Spetters speelt zich voor een deel af in de tunnel in aanbouw. Op 27 mei 1983 werd de lijn als sneltram met gelijkvloerse kruisingen en bovenleiding doorgetrokken naar Binnenhof in de wijk Ommoord van de huidige oostelijke deelgemeente Prins Alexander. Een aftakking naar De Tochten in de wijk Zevenkamp, eveneens als sneltram, werd op 24 april 1984 in gebruik genomen. In westelijke richting werd de Calandlijn op 25 april 1986 verlengd van Coolhaven naar Marconiplein.
Op 29 mei 1994 werd aan de oostkant een aftakking toegevoegd van Capelsebrug naar De Terp in Capelle aan den IJssel.
Op 4 november 2002 werd in westelijke richting het Beneluxlijn-tracé geopend vanaf Marconiplein via Schiedam en Pernis naar Hoogvliet, vanwaar de metro's over het tracé van de Erasmuslijn doorrijden naar Spijkenisse.
Op 29 augustus 2005 kwam de verlenging in dienst van de Zevenkampse sneltramaftakking tot in de nieuwe Vinex-wijk Nesselande. Deze 1,5 km lange verlenging is uitgevoerd op een viaduct en als metro, met voeding via een derde rail in plaats van via de bovenleiding.
In 1997 werd aan alle trajecten van de oost-westlijn de naam Calandlijn gegeven, naar Pieter Caland. Met de invoering van de dienstregeling 2010 werd deze benaming afgeschaft. Het traject werd in drie lijnen opgesplitst:
- Lijn A met groene lijnkleur, tussen Binnenhof en Schiedam Centrum.
- Lijn B met gele lijnkleur, tussen Nesselande en Hoek van Holland.
- Lijn C met rode lijnkleur, tussen De Terp (Capelle aan den IJssel) en De Akkers (Spijkenisse).

In 2013 vervoerde de Oost-Westlijn van de Rotterdamse Metro circa 175.000 passagiers per dag. Het centrale deel van de lijn - tussen Schiedam Centrum en Capelsebrug - is met ongeveer 120.000 dagelijkse reizigers het drukste. De meestgebruikte stations op de lijn zijn respectievelijk Beurs, Rotterdam Blaak, Kralingse Zoom, Schiedam Centrum en Dijkzigt (alle meer dan 10.000 instappers/dag). De uitbreiding van Schiedam Centrum naar Hoek van Holland Haven (Hoekse Lijn) zal naar verwachting zo'n 20.000 nieuwe dagelijkse metrogebruikers opleveren.

### Hoekse Lijn
De Hoekse Lijn is in 2019 bij station Schiedam Centrum gekoppeld aan de lijnen A (4 november 2019 - 26 oktober 2020) en B (vanaf 30 september 2019). De langere lijn B verbindt de metrostations Nesselande en Hoek van Holland Haven en de kortere lijn A op het drukkere middendeel van dit traject station Schiedam Centrum en Binnenhof. Voor deze verbinding heeft de RET 22 nieuwe metro's aangeschaft in de 5700-serie, gelijkwaardig aan de eerder geleverde metro's in de 5500- en 5600-serie. Dit betekent een uitbreiding van het metronetwerk met 24,0 kilometer.
In juli 2019 zegde de provincie Zuid-Holland een bedrag van 15 miljoen euro toe om deze lijn door te trekken naar het nieuwe station Hoek van Holland Strand, een verlenging van 1,1 kilometer. Deze verlenging was volgens planning in 2023 gereed: de metro reed vanaf 31 maart 2023 door naar Hoek van Holland Strand.

## Lijnen
De Rotterdamse metro kent vijf lijnen met ieder een eigen letter en kleur. De combinatie van letter en kleur worden ook gebruikt op de lijnenkaarten en op de bewegwijzering. Op de bestemmingsborden op de metro's wordt alleen de letter gebruikt niet de kleur van de lijn.
| Lijn      | Route                                | Stations | Lengte  | Bijzonderheden             | Aantal passagiers/dag (2015)            |
| --------- | ------------------------------------ | -------- | ------- | -------------------------- | --------------------------------------- |
| Metrolijn | Binnenhof - Station Schiedam Centrum | 24       | 17,2 km |                            | ~175.000 (lijnen A, B en C gezamenlijk) |
| Metrolijn | Nesselande - Hoek van Holland Strand | 32       | 43,1 km |                            | ~175.000 (lijnen A, B en C gezamenlijk) |
| Metrolijn | De Terp - De Akkers                  | 26       | 30 km   |                            | ~175.000 (lijnen A, B en C gezamenlijk) |
| Metrolijn | Rotterdam Centraal - De Akkers       | 17       | 21 km   |                            | ~145.000 (lijnen D en E gezamenlijk)    |
| Metrolijn | Den Haag Centraal - Slinge           | 23       | 27 km   | Onderdeel van RandstadRail | ~145.000 (lijnen D en E gezamenlijk)    |

De lijnletters A t/m E van het huidige lijnennet werden op 13 december 2009 ingevoerd. De verschillende lijnen hebben geen eigen sporen, maar delen trajecten met elkaar. Enkele lijnen hebben meer eindpunten.
De metro's rijden op alle lijnen op werkdagen en zaterdagmiddag om de 10 minuten. In de avonduren, zaterdagochtend en zondag de hele dag wordt er op de lijnen een 15 minuten dienstregeling gehanteerd. Lijn A rijdt op alle avonden en in weekend ook tot 10.00 uur alleen tussen Kralingse Zoom en Binnenhof. Lijn D rijdt een dubbele frequentie in de spits en op zondagmiddag (op zondagmiddag alleen tussen Rotterdam Centraal en Slinge).

## Materieel
Op het metronet van Rotterdam hebben sinds de start van het netwerk diverse materieelseries gereden. Begonnen werd in 1968 met een serie van 27 metrostellen (serie 5001-5027), die vervolgens in de loop der jaren langzaamaan werd uitgebreid met gelijkaardige stellen om voldoende capaciteit te bieden voor lijnverlengingen en stijgende reizigersaantallen. Bij de indienststelling van de Oost-Westlijn in de jaren 80 kwam een nieuwe serie stellen in dienst, die ook dienst konden doen op sneltramtraject in de wijk Alexander. Inmiddels zijn ook deze metro (of sneltram) stellen vervangen.

### Overzicht
| Afbeelding | Type         | Aantal (aantal in exploitatie) | Nummer                                     | Lijnen           | Exploitatie              |
| ---------- | ------------ | ------------------------------ | ------------------------------------------ | ---------------- | ------------------------ |
|            | MG2 Type M   | 71 (0)                         | 5001-5027, 5051-5066, 5101-5126, 5151-5152 | 03               | 1968/1970/1974/1976-2003 |
|            | SG2 Type T   | 71 (0)                         | 5201-5271                                  | M 01 02          | 1980-2015                |
|            | MG2/1 Type B | 63 (61)                        | 5301-5363                                  | 02 03            | 1998/2001-heden          |
|            | SG2/1 Type S | 18 (18)                        | 5401-5418                                  | M 02 03          | 2002-heden               |
|            | RSG2 Type T  | 11 (0)                         | 5261-5271                                  | 03bis            | 2006-2009                |
|            | RSG3 Type R  | 22 (22)                        | 5501-5522                                  | 03bis            | 2008-heden               |
|            | SG3 Type R   | 42 (42)                        | 5601-5642                                  | M 01 02 03 03bis | 2009-heden               |
|            | HSG3 Type R  | 22 (22)                        | 5701-5722                                  | M 01 02 03 03bis | 2015/2017-heden          |

### Museummaterieel
Van de afgevoerde metrotreinstellen zijn twee rijtuigen 5024 (uit 1968) en 5217 (uit 1982) bewaard gebleven bij het Rotterdams Openbaar Vervoer Museum.

## Beveiliging
Bij de Rotterdamse metro zijn twee beveiligingssystemen in gebruik. Op de metrolijnen A, B, C, D en een gedeelte van lijn E wordt gebruikgemaakt van continue cabinesignalering door middel van LZB 801, in de volksmond ook wel ATB genoemd. Op metrolijn E wordt tussen Rotterdam Centraal en Den Haag Centraal gebruikgemaakt van ZUB 222c, een puntsgewijs beveiligingssysteem met lichtseinen.

### LZB
Bij het traject dat beveiligd is met het treinbeïnvloedingsysteem LZB zijn langs de sporen geen seinen te vinden, met uitzondering van emplacementen, waar dwergseinen staan. In plaats daarvan ziet de bestuurder in de cabine met welke snelheid hij mag rijden. Hiervoor worden via de rails twee frequenties naar de metro verzonden. Deze veroorzaken een magnetisch veld dat door spoelen aan de voorkant van de metro wordt opgevangen en omgezet wordt in een signaal. Er zijn in totaal vijf frequenties, waarvan telkens twee verzonden worden, waardoor elf verschillende signalen mogelijk zijn (het niet ontvangen van een frequentie is hier het elfde signaal).
Deze elf signalen zijn verdeeld in een aantal soorten. De groene signalen worden gebruikt indien het eerstvolgende blok vrij is om de maximale toegestane snelheid door te geven. Er zijn vijf signalen, genaamd groen 35, 50, 60, 70 en 80. Het signaal groen 60 kan alleen ontvangen worden door Bombardier rijtuigen met een nieuwe versie van LZB, te weten LZB805 / LZB825. Deze groene signalen worden niet alleen gebruikt om de baanvaksnelheid aan te geven, maar ook voor snelheidsafbouw bij nadering van wissels in afbuigende stand of bij nadering van een bezet blok. Doordat de bloklengte kort is kan de snelheid niet direct afgebouwd worden tot een geel signaal maar wordt de snelheid afgebouwd over meerdere blokken. Het vertrekverbod is een extra signaal dat gebruikt kan worden in plaats van een groen signaal om aan te geven dat de rijweg veilig is maar de metro toch niet mag vertrekken. Dit wordt meestal gebruikt indien de metro te vroeg is. Dit signaal maakt het niet onmogelijk te vertrekken, het wordt dan ook niet gebruikt als vertrekken niet toegestaan is door een onveilig wissel of bezet blok.
Voor beperkende signalen wordt onderscheid gemaakt tussen permissief en absoluut signalen. Het signaal 20 permissief wordt gebruikt bij het naderen van een bezet blok, hoewel soms ook als snelheidsafbouw voorafgaand aan een absoluut signaal. Het ontbreken van frequenties in de baan, wat het geval is in een bezet blok, wordt vertaald in elfde signaal 0 permissief, waarmee met maximaal 10 km/u gereden kan worden om bijvoorbeeld te koppelen. De absolute signalen worden gebruikt bij naderen van een wissel dat niet veilig ligt. Het 10 absoluut signaal beperkt de snelheid tot 10 km/u en de bestuurder wordt geacht te stoppen voor het eerstvolgende S-bord langs de baan. Hierachter wordt het 0 absoluut signaal ontvangen wat de metro tot stoppen dwingt mocht de bestuurder niet gestopt hebben.
Tot slot is er het geel 50 signaal, dat slechts op één plaats gebruikt wordt, te weten bij de splitsing van de lijnen A en B, net ten noorden van station Graskruid. Dit geel 50 signaal maakt het mogelijk een gebied zonder signalering te passeren zonder terug te vallen op 0 permissief. Dit wordt gedaan door een geheugenschakeling in de beveiligingsapparatuur van het materieel die het vorige signaal onthoudt. Dezelfde geheugenschakeling wordt ook gebruikt bij het 10 absoluut signaal, hier wordt dit echter gebruikt om zodra het signaal wegvalt automatisch het 0 absoluut signaal te activeren. Dit signaal is dan echter passief en zal na opnieuw inschakelen van de trein vervangen worden door 0 permissief. Deze geheugenschakeling maakte in 2006 een ontsporing mogelijk bij de splitsing van de lijnen A en B. Door een storing was een metro tot stilstand gekomen binnen het gebied zonder signalering met het geel 50 signaal in de geheugenschakeling. Hierdoor kreeg de metro geen 10 absoluut signaal toen de wissels uit de vergrendeling gehaald werden maar behield deze het geel 50 signaal, waarmee deze door kon rijden richting de onveilig liggende wissels.

### Traingard Zub 222c
Voor het RandstadRail project moest een treinbeïnvloedingssysteem aangelegd worden dat zowel door de RET-metro's als de HTM-trams die op het gezamenlijke traject gingen rijden bruikbaar was. Er is hier gekozen voor Siemens Trainguard Zub 222c, een puntsgewijs systeem dat tevens gebruikmaakt van lichtseinen. Bij dit systeem wordt niet continu een signaal naar de trein verstuurd maar wordt bij elke passage van een lichtsein nieuwe informatie uitgewisseld tussen het spoorbeveiligingssysteem en het voertuig. Op cruciale plaatsen is dit systeem echter aangevuld met lussen die het signaal wel continu kunnen verzenden, om te voorkomen dat een voertuig een snelheidsbeperking moet doorzetten tot het sein dat inmiddels alweer uit de stopstand gekomen is.

## Geplande uitbreidingen, visies en toekomststudies

### Zuidplein - Kralingse Zoom
De Gemeente Rotterdam onderzoekt de mogelijkheid een geheel nieuwe metrolijn aan te leggen van station Zuidplein naar station Kralingse Zoom. Dit onderzoek hangt samen met de ontwikkeling van een nieuwe stadionomgeving onder de naam Feyenoord City. In het stadionpark, in de buurt van het bestaande Stadion Feijenoord, komt mogelijk een nieuw voetbalstadion, ruimte voor woningen, kantoren, onderwijs en winkels. Bovendien wil Rotterdam hier een intercitystation.
De lijn zou de drukke trajecten station Kralingse Zoom – station Beurs en Centraal Station – station Zuidplein moeten ontlasten en laat Rotterdam Zuid beter aansluiten op het nationale spoorwegennet.
In een later stadium kan de lijn verlengd worden in westelijke richting naar het te herontwikkelen gebied Stadshavens (omgeving Waalhaven, Eemhaven en Merwehaven).
Volgens de inzichten van de RET zou de lijn na de Stadshavens door de Maastunnel kunnen rijden. Vervolgens passeert de lijn de metrolijnen A, B en C op station Dijkzigt. Hierna zou de lijn via stations bij het Erasmus MC en de Euromast moeten doorrijden naar het eindpunt Centraal Station.

### Leiden - Dordrecht
In augustus 2017 maakte de nieuwe RET-directeur Unck bekend te willen investeren in een metrolijn tussen Delft en Dordrecht. In november maakte ook de gemeente Rotterdam bekend te werken aan de ontwikkeling van een metrolijn die Rotterdam enerzijds met Dordrecht en anderzijds met Delft en zelfs Leiden moet gaan verbinden. Hiervoor zouden enkele treinsporen van de Oude Lijn en Staatslijn I moeten worden verbouwd tot metrosporen, waarbij ook nieuwe stations moeten worden gebouwd (o.a. bij Kethel, de Van Nellefabriek en Vrij Entrepot). Uitvoering van dit plan kan niet zonder forse ingrepen in de loop van bestaande frequente intercity- en sprinterdiensten op deze route, inclusief de cross-platform-overstap tussen intercitytreinen op diverse stations.

### Nachtmetro
Er bestaan ook plannen om de metro op bepaalde tijden 's nachts te laten rijden. Incidenteel (North Sea Jazz Festival) is dat enige malen gebeurd. Een vaste nachtmetro heeft echter vooralsnog geen steun van de gemeente, waardoor deze dienst voorlopig tot evenementen beperkt zal zijn. Sinds de jaarwisseling van 2016 op 2017 rijdt er 's nachts een gratis metro, die op enkele stations stopt. De metro reed die nacht op lijn C tussen station Capelsebrug en station Vijfsluizen en op lijn E tussen station Meijersplein/Airport en station Slinge. Deze metro rijdt tussen 22.00 uur en 02.00 uur. Het parkeren op P+R-terreinen (van de stad Rotterdam) is die nacht gratis. Het eerste jaar was een groot succes, daar er door circa 10.000 mensen gebruik van werd gemaakt. Tijdens de jaarwisselingen hierna is de service gecontinueerd, met stijgend aantal reizigers. Sinds 29 december 2017 rijden de metro's op vrijdag- en zaterdagnacht een uur langer door. Alleen in de corona-periode is hiervan afgeweken.

### Rotterdam Slinge - Hoeksche Waard
Af en toe wordt geopperd de metro door te trekken naar de Hoeksche Waard. Vanwege het zeer beperkte reizigerspotentieel wordt hier echter geen onderzoek naar gedaan. Er is eerder gesproken door lokale partijen en initiatieven in de regio Hoeksche Waard voor het doortrekken van tramlijn lijn 25 vanuit Carnisselande in plaats van een metroverbinding.

### Maasluis - Westland
Er bestaan plannen voor een aftakking van metrolijn B. Vanaf station Steendijkpolder loopt het trace via Maasdijk, Naaldwijk naar Poeldijk. De wens is om deze metro door te trekken naar een OV-knooppunt in het zuidwesten van Den Haag. In 2022 is besloten, dat er eerst ingezet wordt op betere busverbindingen en dat er pas in 2050 een lightrailverbinding zou kunnen komen. Voor de lokale politiek duurt dat te lang: zij zien graag actie in uiterlijk 2035.

### Den Haag Centraal - Scheveningen
Sinds de eerste plannen voor RandstadRail is over een verlenging van lijn E naar Scheveningen gesproken. Er was bij Den Haag Centraal een keuze mogelijk voor een tunnel of een viaduct. Er lagen al tunnels die doorlopen tot de Koekamp. Deze waren bedoeld voor het niet gerealiseerde ondergrondse station van de Haagse semimetro. Later was er een plan ze te gebruiken voor een ondergrondse verlenging van de Zoetermeer Stadslijn naar Scheveningen. Ook dat plan ging niet door. Ook voor lijn E kwam er geen tunneloplossing. Er werd gekozen voor een hoge fly-over over het Prins Bernhardviaduct. Metrolijn E kreeg in 2016 een nieuw eind-/beginpunt bij station Den Haag Centraal, de perronsporen 11 en 12 in het station zelf worden hiervoor niet meer gebruikt.

## Ruimtereservering

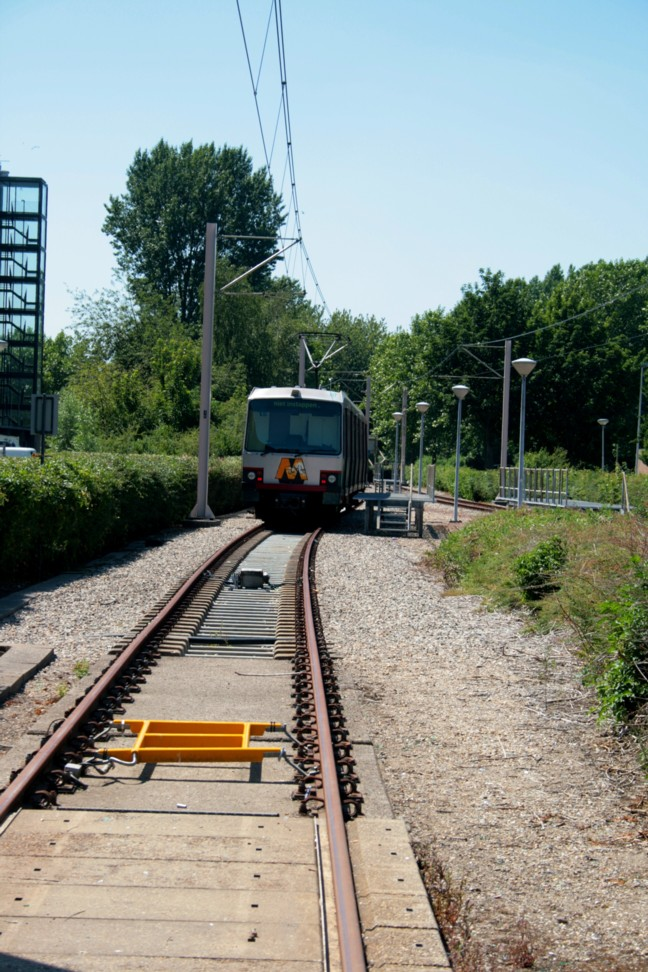
De inmiddels verwijderde uitloopsporen bij station Binnenhof.

Op diverse locaties langs het metrotraject is bouwkundige ruimtereservering toegepast, zodat er met toekomstige uitbreidingen rekening gehouden kon worden.
- Onder station Rotterdam Lombardijen ligt een verlaten metrostation. Dit is gebouwd voor de nooit aangelegde metrolijn naar IJsselmonde en Ridderkerk.
- Langs de Hoekse Lijn houdt men rekening met een toekomstig station bij de Maeslantkering. Hiervoor wordt ruimte vrijgehouden.
- In het westen van de wijk Ommoord is rekening gehouden met het eventueel doortrekken naar de wijken Hillegersberg en Terbregge. Na station Binnenhof liep het spoor dubbelzijdig door t/m de John Mottweg. Tussen de Varen- en de Rozenbuurt bevindt zich om deze reden geen bebouwing. In 2010 zijn de uitloopsporen verwijderd. Het gebied werd heringericht en er kwam een fietspad. Anno 2024 zijn er geen plannen om de metro naar Hillegersberg door te trekken.
- Net als in het verleden bij station Binnenhof, liggen er achter station De Akkers in Spijkenisse uitloopsporen. Bij de bouw van de achterliggende woonwijken is ruimte vrijgehouden voor het eventueel doortrekken van de lijn richting Hellevoetsluis en Brielle.[bron?] Anno 2024 zijn er geen plannen daartoe.

## OV-chipkaart
Op 29 januari 2009 is de strippenkaart afgeschaft op de metrolijnen A, B, C en D, en op een gedeelte van lijn E. De Rotterdamse metro werd hiermee het eerste openbaar vervoergebied in Nederland dat is overgegaan op betaling met uitsluitend de OV-chipkaart. Op lijn E was het op het gedeelte Den Haag Centraal – Pijnacker Zuid tot 19 mei 2011 nog mogelijk de strippenkaart te gebruiken tot op deze datum ook in het Stadsgewest Haaglanden en de rest van Zuid-Holland de strippenkaart werd afgeschaft.